# Potočac
Potočac (em cirílico: Поточац) é uma vila da Sérvia localizada no município de Paraćin, pertencente ao distrito de Pomoravlje, na região de Pomoravlje. A sua população era de 1113 habitantes segundo o censo de 2011.

## Demografia
| 1948 | 1953 | 1961 | 1971 | 1981 | 1991 | 2002 | 2011 |
| ---- | ---- | ---- | ---- | ---- | ---- | ---- | ---- |
| 1746 | 1869 | 1875 | 1818 | 1651 | 1582 | 1309 | 1113 |